# Desa Purwoasri (administrativ by i Indonesien, lat -8,57, long 114,30)
Desa Purwoasri är en administrativ by i Indonesien.   Den ligger i provinsen Jawa Timur, i den sydvästra delen av landet, 900 km öster om huvudstaden Jakarta.